# Raúl Servín
Raúl Servín Monetti (Mexikóváros, 1963. április 29. – ) mexikói válogatott labdarúgó. 

## Pályafutása

### Klubcsapatban
Pályafutását 1983-ban kezdte a Pumas UNAM csapatában, ahol hat évig játszott és egy alkalommal megnyerte meg a CONCACAF-bajnokok kupáját. Később játszott még az Atlético Morelia (1989–90), a Cruz Azul (1990–91, 1992–93), az Atlas (1991–92) és a Toros Neza (1993–94) csapatában. 

### A válogatottban
1985 és 1990 között 32 alkalommal szerepelt az mexikói válogatottban és 4 gólt szerzett. Részt vett az 1986-os világbajnokságon, ahol a nyolcaddöntőben Bulgária ellen gólt szerzett.

## Sikerei, díjai
Pumas UNAM
- CONCACAF-bajnokok kupája győztes (1): 1989